# 久里濱站
久里濱站（日语：／ Kurihama eki */?）是位於神奈川縣橫須賀市久里濱，屬於東日本旅客鐵道（JR東日本）橫須賀線的鐵路車站。本站為橫須賀線的終點站，車站編號是JO 01。

## 歷史
- 1944年（昭和19年）4月1日－開業。
- 1974年（昭和49年）10月1日－貨物業務廢止。
- 1987年（昭和62年）4月1日－國鐵分割民營化，本站由JR東日本接手管理。
- 2001年（平成13年）
  - 11月18日：IC卡「Suica」啟用。
  - 12月1日：改點，湘南新宿線開始運行。
- 2004年（平成16年）10月16日：改點，廢除本站起訖的湘南新宿線。
- 2016年（平成28年）7月1日：業務委託化[2]。

## 車站構造
本站是由逗子站管理的地面車站與業務委託站，並委託JR東日本車站服務實施站務。。站內的配置為島式月台1面2線，可停靠11輛編組列車。
車站西側為廣闊的電留線（原大船工場久里濱派出所），夜間最多可停放9組列車。出入電留線須透過月台南側的單線拖上線。該線路上有兩處平交道（八幡第1平交道、八幡第2平交道）。
付費區與月台間的天橋設有電梯與電扶梯。站內設有綠色窗口、指定席售票機與自動驗票閘門，站外則有超商NewDays。

### 月台配置
| 月台 | 路線                  | 方向 | 目的地               |
| ---- | --------------------- | ---- | -------------------- |
| 1、2 | 橫須賀·總武線（快速） | 上行 | 橫濱、東京、千葉方向 |

（來源：JR東日本:車站構內圖 （页面存档备份，存于））

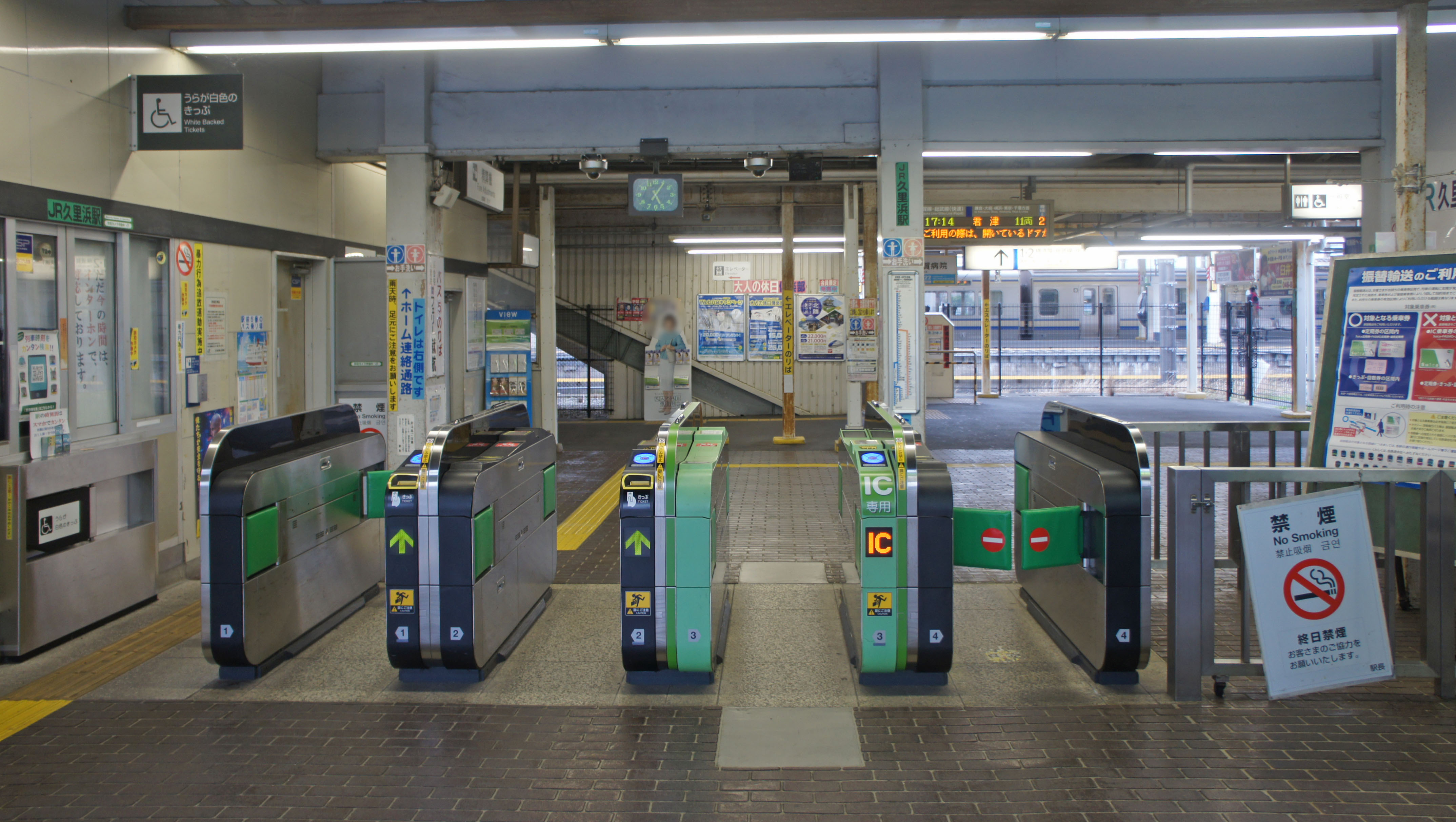
驗票閘口（2019年6月）
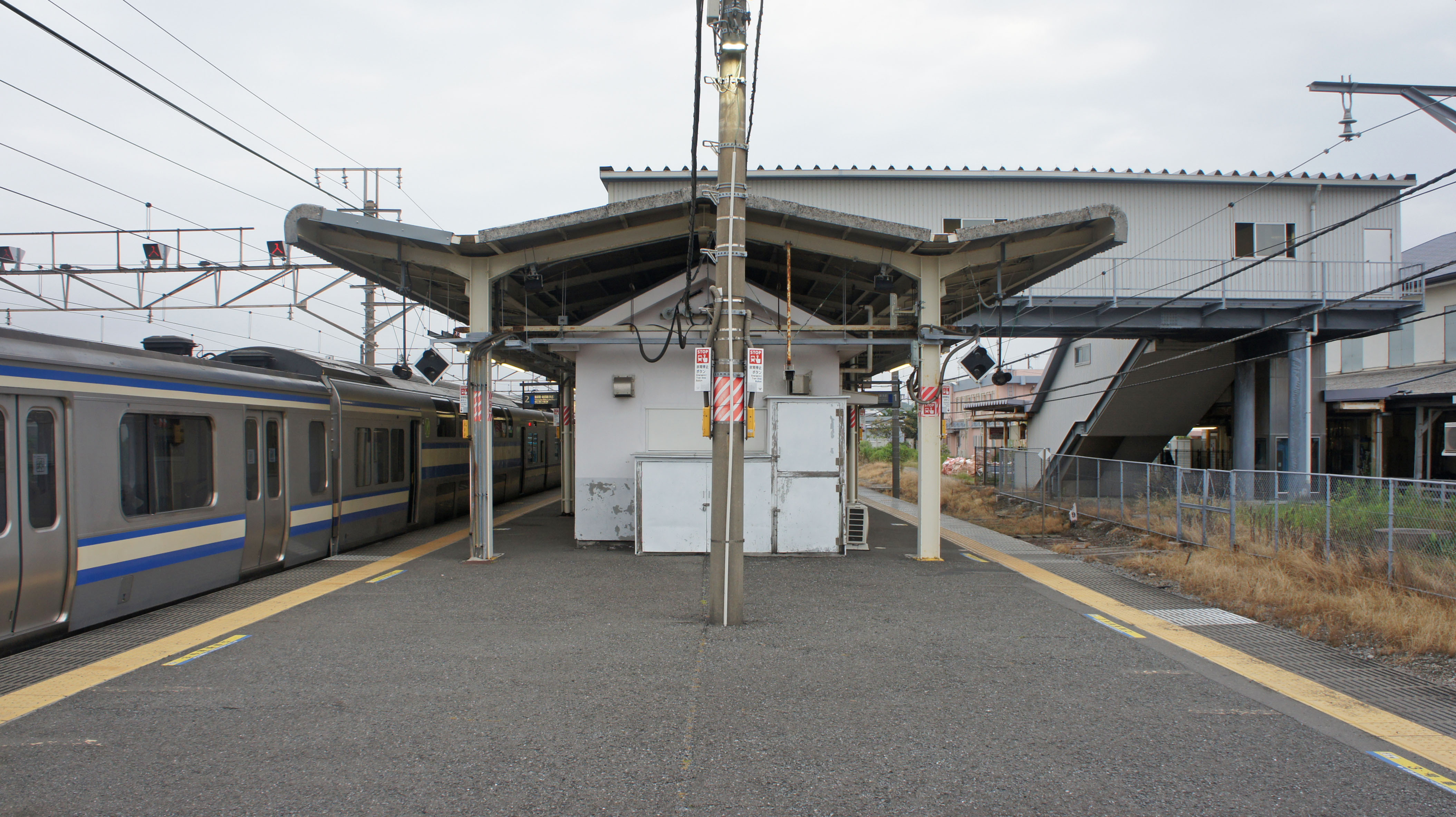
月台（2019年6月）

## 使用情況
2019年（令和元年）度的1日平均上車人次為6,338人。人數只有京濱急行電鐵久里濱線京急久里濱站的3分之1左右。
近年的推移如下表。
| 年度               | 1日平均 上車人次 |
| ------------------ | ---------------- |
| 1995年（平成07年） | 8,381            |
| 2000年（平成12年） | 7,579            |
| 2001年（平成13年） | 7,408            |
| 2002年（平成14年） | 7,158            |
| 2003年（平成15年） | 7,147            |
| 2004年（平成16年） | 7,002            |
| 2005年（平成17年） | 6,901            |
| 2006年（平成18年） | 6,906            |
| 2007年（平成19年） | 6,847            |
| 2008年（平成20年） | 6,960            |
| 2009年（平成21年） | 6,874            |
| 2010年（平成22年） | 6,876            |
| 2011年（平成23年） | 6,938            |
| 2012年（平成24年） | 7,104            |
| 2013年（平成25年） | 7,127            |
| 2014年（平成26年） | 6,798            |
| 2015年（平成27年） | 6,767            |
| 2016年（平成28年） | 6,684            |
| 2017年（平成29年） | 6,558            |
| 2018年（平成30年） | 6,455            |
| 2019年（令和元年） | 6,338            |

## 訓練中心
為了活用站區內的舊國府津機關區久里濱支區用地，1998年開設橫濱支社綜合訓練中心。
站內總長450公尺的訓練線設有複線線路、分岐器、車站設備（相模站、湘南站）、號誌設備等。
訓練中心內有仙石線使用的105系與軌道車，2008年7月起加入漆上奶油色1號的原京濱東北線209系MoHa209、MoHa208-39（大船工場製）的訓練車。

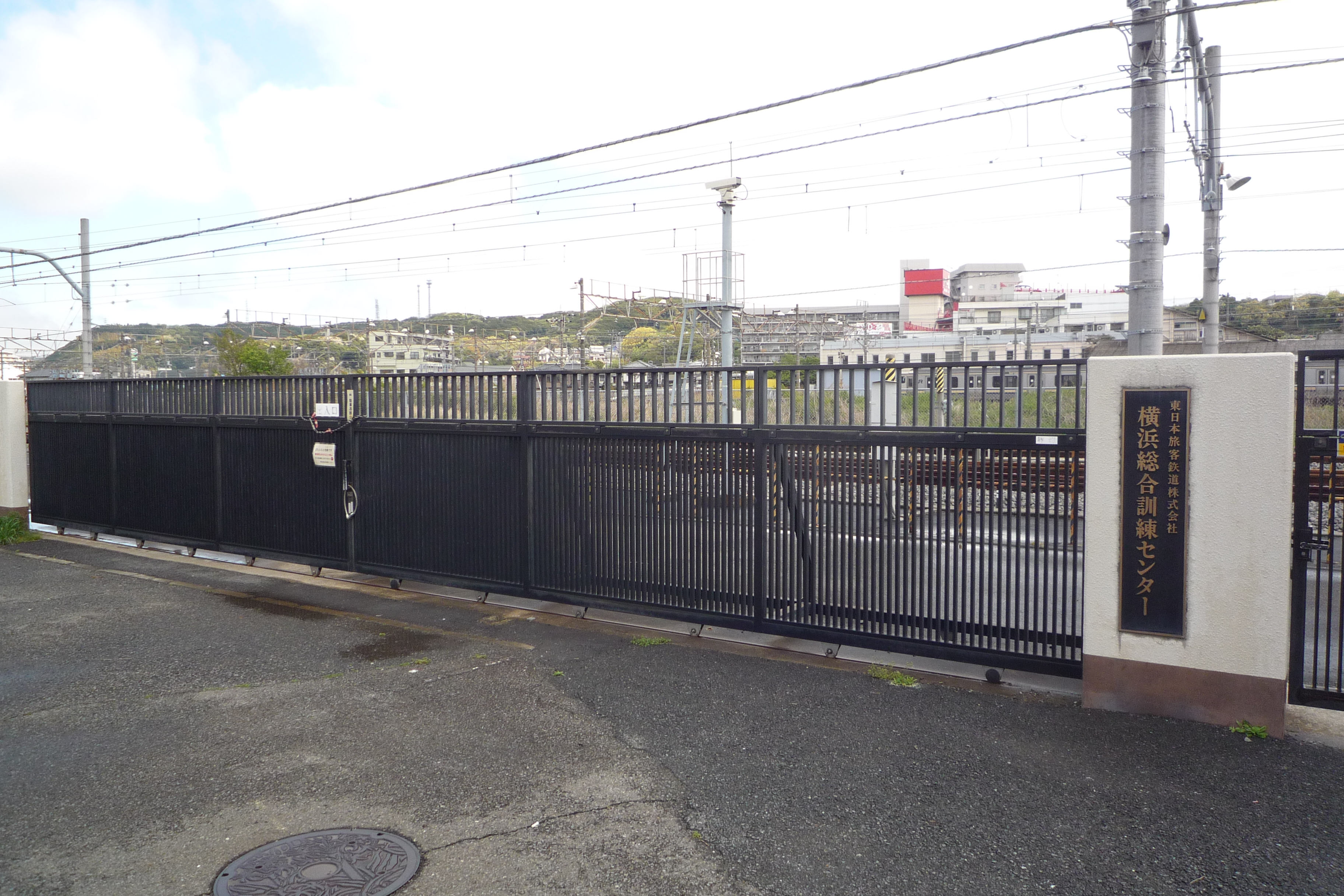
訓練中心正門（2010年4月）

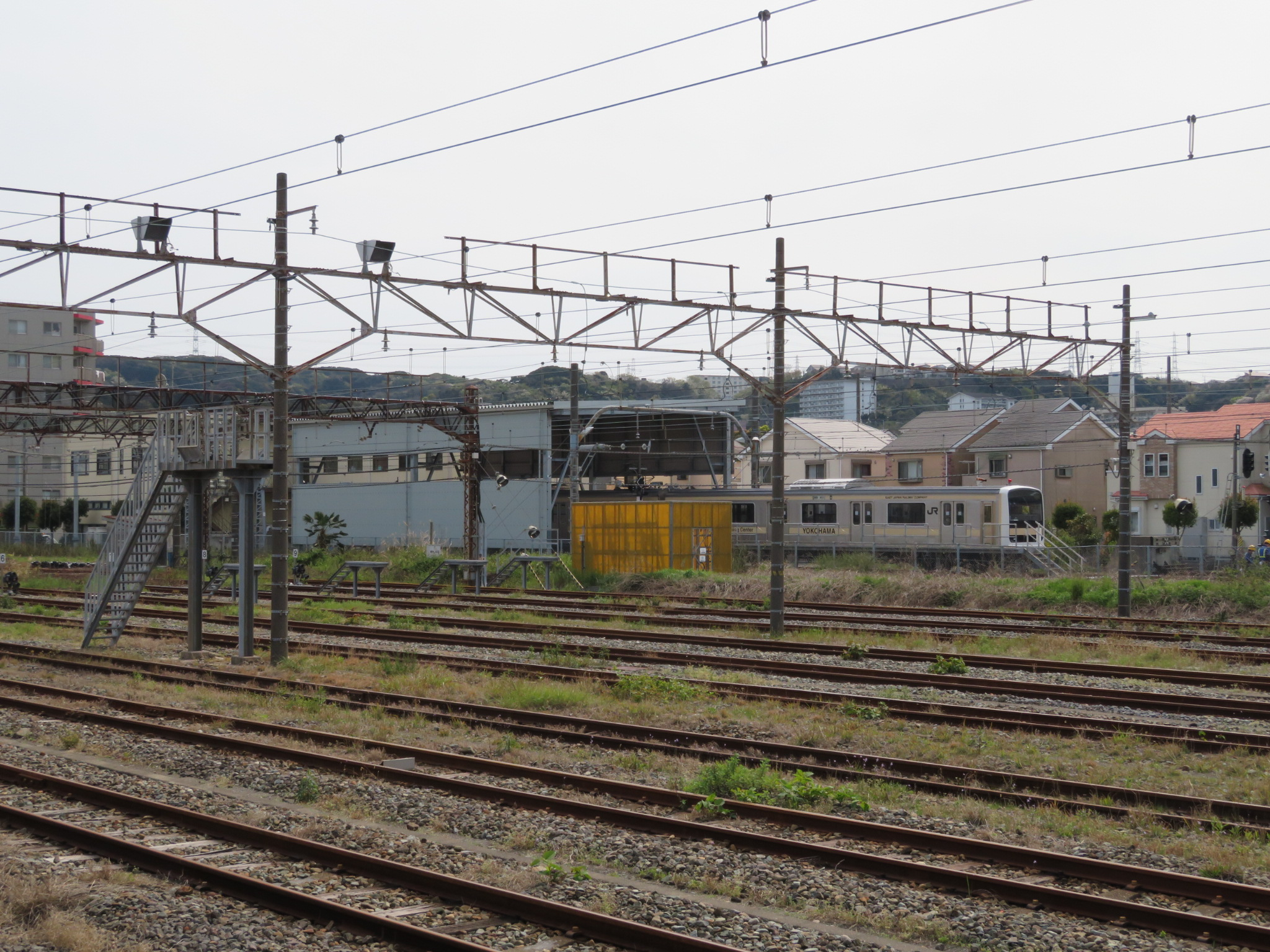
209系 訓練車(2020年)

## 車站周邊
周邊人口不少，但絕大多數皆使用附近的京急線，繁華街亦以那邊為中心。
- 京濱急行電鐵久里濱線京急久里濱站 - 步行5分。2008年3月15日起發售兩站轉乘的連絡定期券[3]。
- 久里濱港 - 有東京灣郵輪（日语：東京湾フェリー）、東海汽船（日语：東海汽船）的客運航線運行，可搭乘京急巴士市內線（日语：京浜急行バス久里浜営業所）前往。
- 久里濱商店街（日语：久里浜商店街）
- 日本全球核燃料（日语：グローバル・ニュークリア・フュエル・ジャパン）
- 橫須賀駕駛學校
- 平作川（日语：平作川）
- 國道134號

## 巴士路線
最近的巴士站是JR久里濱站前，位於車站東口巴士總站與車站西口前道路上。由京濱急行巴士運行。

## 相鄰車站
東日本旅客鐵道（JR東日本）
 橫須賀線
衣笠（JO 02）－久里濱（JO 01）

### 使用情況
JR東日本的統計資料
1. ↑  .   [2018-02-08]. （原始内容存档于2015-09-27）.
2. ↑  横須賀市統計書 （页面存档备份，存于） - 横須賀市
3. ↑  線区別駅別乗車人員（1日平均）の推移PDF - 17ページ

JR東日本2000年度以後的上車人次
1. ↑  各駅の乗車人員（2000年度） （页面存档备份，存于） - JR東日本
2. ↑  各駅の乗車人員（2001年度） （页面存档备份，存于） - JR東日本
3. ↑  各駅の乗車人員（2002年度） （页面存档备份，存于） - JR東日本
4. ↑  各駅の乗車人員（2003年度） （页面存档备份，存于） - JR東日本
5. ↑  各駅の乗車人員（2004年度） （页面存档备份，存于） - JR東日本
6. ↑  各駅の乗車人員（2005年度） （页面存档备份，存于） - JR東日本
7. ↑  各駅の乗車人員（2006年度） （页面存档备份，存于） - JR東日本
8. ↑  各駅の乗車人員（2007年度） （页面存档备份，存于） - JR東日本
9. ↑  各駅の乗車人員（2008年度） （页面存档备份，存于） - JR東日本
10. ↑  各駅の乗車人員（2009年度） （页面存档备份，存于） - JR東日本
11. ↑  各駅の乗車人員（2010年度） （页面存档备份，存于） - JR東日本
12. ↑  各駅の乗車人員（2011年度） （页面存档备份，存于） - JR東日本
13. ↑  各駅の乗車人員（2012年度） （页面存档备份，存于） - JR東日本
14. ↑  各駅の乗車人員（2013年度） （页面存档备份，存于） - JR東日本
15. ↑  各駅の乗車人員（2014年度） （页面存档备份，存于） - JR東日本
16. ↑  各駅の乗車人員（2015年度） （页面存档备份，存于） - JR東日本
17. ↑  各駅の乗車人員（2016年度） （页面存档备份，存于） - JR東日本
18. ↑  各駅の乗車人員（2017年度） （页面存档备份，存于） - JR東日本
19. ↑  各駅の乗車人員（2018年度） （页面存档备份，存于） - JR東日本
20. ↑  各駅の乗車人員（2019年度） （页面存档备份，存于） - JR東日本

## 外部連結
- 車站資訊（久里濱）：東日本旅客鐵道
- （日語）

35°13′59″N 139°42′3″E / 35.23306°N 139.70083°E